# 菊池桃子 桃子とすこし夜ふかし
- 菊池桃子 桃子と少し夜更かし
- 菊池桃子 桃子と少し夜ふかし

菊池桃子 桃子とすこし夜ふかし（きくちももこ ももことすこしよふかし）は、1984年10月7日から1985年3月31日までニッポン放送他NRN各局で放送されていたラジオ番組。パーソナリティは菊池桃子。ソニーの一社提供枠『SONY Night Square』で放送されていた。

## 概要
菊池桃子にとっては、ニッポン放送ではラジオ初レギュラー番組となった『学園バラエティ パンツの穴』（1983年10月 - 1984年3月）に次ぐレギュラー番組で、ニッポン放送で初の単独パーソナリティ番組である。田中厳美ディレクターや構成作家も、多くが初レギュラー番組『パンツの穴』から続投した。オープニングは「今日も、桃子とすこし夜ふかししてくれるかな？」という決まりの台詞で始まっていた。主にお便りなどのはがき、ラジオドラマなどの企画で構成。
当番組は1985年3月31日で終了するが、翌週1985年4月7日からは菊池自身の後継番組となる『青春ファンタジア 菊池桃子 あなたと星の上で』がスタート。この番組にはスタッフも田中ディレクターの他、コーナーも『コメディ桃子』『青春日記』、そしてエンディングの『桃子の星占い』と多くの企画が引き継がれた。

## 主なコーナー
今週の桃子
- 近況報告などのコーナー[2]。

サウンド桃子
- リスナーからのカセットテープによるメッセージで構成されていたコーナー[3]。

コメディ桃子
- ショートコント風のコーナー。この中では「新幹線のわさび売り」「ゴキブリ」などの様々なキャラクターに扮していたこともあった[3]。

青春日記
- リスナーの恋愛体験や青春体験をつづったはがきを紹介[3]。

桃子の星占い
- エンディングのコーナー[2]。

## 放送されていた局
- ニッポン放送（制作局）- 日曜日22:00 - 22:30
- STVラジオ - 土曜日23:00 - 23:30 （途中の1984年11月3日からネット開始）
- 東北放送 - 土曜日24:00 - 24:30
- 東海ラジオ - 日曜日22:30 - 23:00
- 朝日放送 - 日曜日22:30 - 23:00
- KBCラジオ - 土曜日23:30 - 24:00